# Stadion Lạch Tray
Stadion Lạch Tray (wiet. Sân vận động Lạch Tray) – wielofunkcyjny stadion w Hajfongu o pojemności 26000 widzów. Swoje mecze rozgrywa na nim klub Hải Phòng F.C. 
Obiekt został oddany do użytku w 1957 roku, a pierwszy mecz odbył się 1 stycznia 1958. 
Do 1977 nazywał się Trung tâm (wiet. Sân vận động Trung tâm).
Kilkakrotnie przechodził renowacje: w 1959, 1977, 1995-2001 i 2003.
Na stadionie odbywały się niektóre mecze turnieju kobiet na Igrzyskach Azji Południowo-Wschodniej 2003.
Jest trzecim pod względem pojemności stadionem w Wietnamie.